# Abu Mansaf
Abu Mansaf (arab. أبو منسف) – wieś w Syrii, w muhafazie Hama. W 2004 roku liczyła 364 mieszkańców.